# گندم‌ریز (دشتستان)
گندم‌ریز، روستایی از توابع بخش مرکزی شهرستان دشتستان در استان بوشهر در ایران است.

## جمعیت
این روستا در دهستان حومه دشتستان قرار داشته و بر اساس سرشماری سال ۱۳۸۵ جمعیت آن ۱۲۱نفر (۲۳خانوار) می‌باشد.